# Wilmar Paredes
Wilmar Andrés Paredes Zapata (Medellín, 27 de abril de 1996) es un ciclista profesional colombiano de pista y ruta que compite con el Team Medellín. 
El 5 de abril de 2019 fue suspendido de manera provisional por la Unión Ciclista Internacional tras haber dado positivo por EPO en un control antidopaje realizado el 27 de febrero de 2019. Este hecho, junto al positivo de Juan José Amador, provocó que el equipo Manzana Postobón Team cerrara sus operaciones para no verse involucrado en estos casos. En diciembre del mismo año fue confirmada la sanción para Paredes por cuatro años, no pudiendo competir hasta el 26 de febrero de 2023. Transcurridos los 4 años, se una a las filas de la escuadra Colombiana Team Medellín para hacer así su debut con el equipo en la Vuelta al Tolima.[cita requerida]

## Palmarés

### Ruta
2013
- 1 etapa de la Vuelta del Porvenir de Colombia

2014
- Campeonato Panamericano de Ciclismo en Ruta Júnior

2015
- 1 etapa de la Vuelta de la Juventud de Colombia
- Clásica del Caribe, más 1 etapa

2017
- 1 etapa de la Vuelta a Colombia

2024
- Jamaica International Cycling Classic, más 1 etapa
- 2 etapas del Tour de Gila
- 1 etapa de la Vuelta Bantrab
- 3.º en el Campeonato Panamericano en Ruta

2025
- 1 etapa de la Vuelta Bantrab
- 2 etapas de la Vuelta a Colombia

### Pista
2014
- 2.º en el Campeonato del Mundo de Pista, Persecución por Equipos, Junior

2016
- Campeonato Panamericano de Ciclismo en Pista en Persecución por Equipos, Elite

## Equipos
- 4-72 Colombia (2015)
- Manzana Postobón Team (2015-05.04.2019)[1]
- Team Medellín (2023-)